# ISO 3166-2:PE
Artículo principal: ISO 3166-2
ISO  3166-2 es la entrada para Perú en ISO 3166-2, parte de los códigos de normalización ISO 3166 publicados por la Organización Internacional de Normalización (ISO), que define los códigos para los nombres de las principales subdivisiones (p.ej., provincias o estados) de todos los países codificados en ISO 3166-1.
En la actualidad, para Perú los códigos ISO 3166-2 se definen para 24 departamentos del país, reservando uno para la provincia del Callao. La Municipalidad Metropolitana de Lima contiene la capital del país y tiene un estatus especial, equiparable al de los departamentos.
Cada código consta de dos partes, separadas por un guion. La primera parte es PE, el código ISO 3166-1 alfa-2 para Perú, la segunda parte es alfabética, de tres caracteres.

## Códigos actuales
Los nombres de las subdivisiones se ordenan según el estándar ISO 3166-2 publicado por la Agencia de Mantenimiento ISO 3166 (ISO 3166/MA).
Pulsa sobre el botón en la cabecera para ordenar cada columna.
| Código | Nombre de la subdivisión (es)       | Nombre de la subdivisión (qu) | Nombre de la subdivisión (ay) | Categoría de la subdivisión |
| ------ | ----------------------------------- | ----------------------------- | ----------------------------- | --------------------------- |
| PE-LMA | Municipalidad Metropolitana de Lima | Lima llaqta suyu              | Lima hatun llaqta             | municipalidad               |
| PE-AMA | Amazonas                            | Amarumayu                     | Amasunu                       | departamento                |
| PE-ANC | Ancash                              | Anqash                        | Ankashu                       | departamento                |
| PE-APU | Apurímac                            | Apurimaq                      | Apurimaq                      | departamento                |
| PE-ARE | Arequipa                            | Ariqipa                       | Arikipa                       | departamento                |
| PE-AYA | Ayacucho                            | Ayakuchu                      | Ayaquchu                      | departamento                |
| PE-CAJ | Cajamarca                           | Kashamarka                    | Qajamarka                     | departamento                |
| PE-CUS | Cusco (la variante local es Cuzco)  | Qusqu                         | Kusku                         | departamento                |
| PE-CAL | Callao                              | Qallaw                        | Kallao                        | departamento                |
| PE-HUV | Huancavelica                        | Wankawillka                   | Wankawelika                   | departamento                |
| PE-HUC | Huánuco                             | Wanuku                        | Wanuku                        | departamento                |
| PE-ICA | Ica                                 | Ika                           | Ika                           | departamento                |
| PE-JUN | Junín                               | Hunin                         | Junin                         | departamento                |
| PE-LAL | La Libertad                         | Qispi kay                     | La Libertad                   | departamento                |
| PE-LAM | Lambayeque                          | Lampalliqi                    | Lambayeque                    | departamento                |
| PE-LIM | Lima (departamento)                 | Lima                          | Lima                          | departamento                |
| PE-LOR | Loreto                              | Luritu                        | Luritu                        | departamento                |
| PE-MDD | Madre de Dios                       | Mayutata                      | Madre de Dios                 | departamento                |
| PE-MOQ | Moquegua                            | Muqiwa                        | Moqwegwa                      | departamento                |
| PE-PAS | Pasco                               | Pasqu                         | Pasqu                         | departamento                |
| PE-PIU | Piura                               | Piwra                         | Piura                         | departamento                |
| PE-PUN | Puno                                | Punu                          | Puno                          | departamento                |
| PE-SAM | San Martín                          | San Martin                    | San Martín                    | departamento                |
| PE-TAC | Tacna                               | Taqna                         | Takna                         | departamento                |
| PE-TUM | Tumbes                              | Tumpis                        | Tumbes                        | departamento                |
| PE-UCA | Ucayali                             | Ukayali                       | Ukayali                       | departamento                |

## Cambios
Los siguientes cambios de entradas han sido anunciados en los boletines de noticias emitidos por el ISO 3166/MA desde la primera publicación del ISO 3166-2 en 1998, cesando esta actividad informativa en 2013.
| Informe                       | Fecha de emisión | Descripción del cambio reportado | Cambio de código o subdivisión                                    |
| ----------------------------- | ---------------- | --- | ----------------------------------------------------------------- |
| Boletín II-2                  | 2010-06-30       | Se actualizan: - La estructura administrativa - Los idiomas oficiales - El origen de la lista                                       | Subdivisiones añadidas:PE-LMA Municipalidad Metropolitana de Lima |
| Plataforma en línea de la ISO | 2014-11-03       | Cambian las categorías de la subdivisiones: de departamento y provincia constitucional a región; Se actualiza el origen de la lista |                                                                   |